# Равендук
Равенду́к (нидерл. ravendoek — «тонкая парусина»), также равенту́х, ревенту́х (нем. Ravenstuch) — похожая на парусину ткань сероватого цвета и шероховатой поверхности полотняного переплетения из пеньки или льна низких номеров.
Корабельные сорта равендука ткали из пеньки, помимо парусов пеньковый равендук шёл на пошив солдатских палаток, плащей и сакв. Производство льняного равендука было налажено в России в Костромской и Владимирской губерниях уже во второй половине XVIII века. В продаже имелись три сорта равендука: тяжёлый, толстый и тонкий. Из льняного равендука шили одежду, шторы, занавески, салфетки, чехлы на мебель и использовали под живописные холсты. Предметы интерьера украшали вышивкой цветочными гирляндами из роз, незабудок и анютиных глазок и отделывали мережкой. У А. И. Герцена в романе «Кто виноват?» в доме графини были шторы из равендука. Корабельный равендук перестали производить с середины XIX века с упразднением парусного флота. В 1920-е годы из равендука шили летние рубахи военной формы РККА. Льняной равендук был распространён в России до конца 1950-х годов.